# Veltins-Arena
De Veltins-Arena (tot 2005 Arena AufSchalke) is een multifunctioneel stadion in Gelsenkirchen, Duitsland. Het stadion wordt grotendeels gebruikt voor thuiswedstrijden van voetbalclub FC Schalke 04.

## Geschiedenis
Het stadion werd oorspronkelijk geopend in 2001 met de naam Arena AufSchalke als thuisstadion voor de voetbalclub Schalke 04. De oorspronkelijke naam betekent "Op (de wijk) Schalke" en is ook een referentie aan de oude mijnwerkerswens "Glück Auf". Voor gewone wedstrijden is de capaciteit 61.673 (waarvan 45.000 zitplaatsen). Voor internationale wedstrijden is de capaciteit 54.142, alles zitplaatsen. Dit vanwege de UEFA voorschriften.
De Veltins-Arena is een van de modernste stadions die de laatste jaren gebouwd zijn. Het dak is te openen, en het veld is in z'n geheel verschuifbaar, onder de tribunes door, zoals eerder in de Arnhemse GelreDome is gebouwd.
Het stadion heeft een kapel, een bierleiding van 5 kilometer, en een centraal opgehangen blok met 4 videoschermen.

## Voormalige stadions in Gelsenkirchen

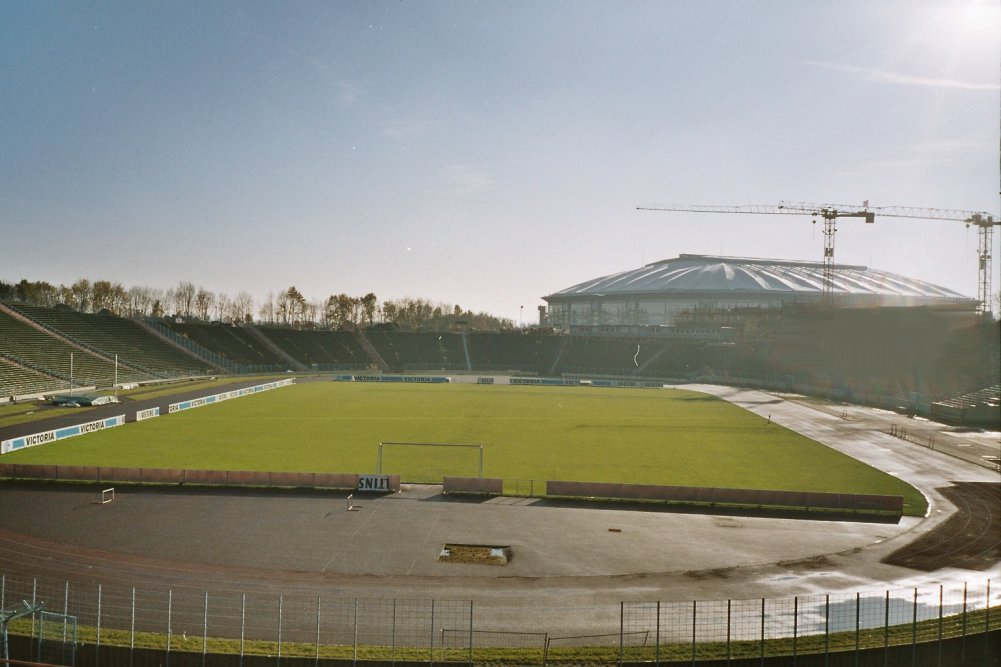
Parkstadion

Sinds 1928 speelde Schalke 04 in de Glückauf-Kampfbahn in Schalke. Daarna verhuisde de club naar het Parkstadion, met atletiekbaan en één grote, flauw hellende ring tribunes. Dit stadion werd in 1973 ingewijd met een wedstrijd tegen Feyenoord. In 1974 speelde Nederland hier tegen Argentinië (4 - 0) en de DDR (2 - 0), in 1988 tegen Ierland (1 - 0). De allerlaatste wedstrijd van Schalke daar was aan het einde van seizoen 2000/2001. Schalke won die wedstrijd met 5-3 van SpVgg Unterhaching. Na afloop van de wedstrijd begon het Parkstadion het kampioenschap te vieren. Totdat het beeldscherm een live-verbinding met het Hamburgse Volksparkstadion toonde. In de wedstrijd daar, HSV - Bayern München, maakte Bayern in minuut 94 nog gelijk. En daarmee werd Bayern kampioen van Duitsland.

## Galerij

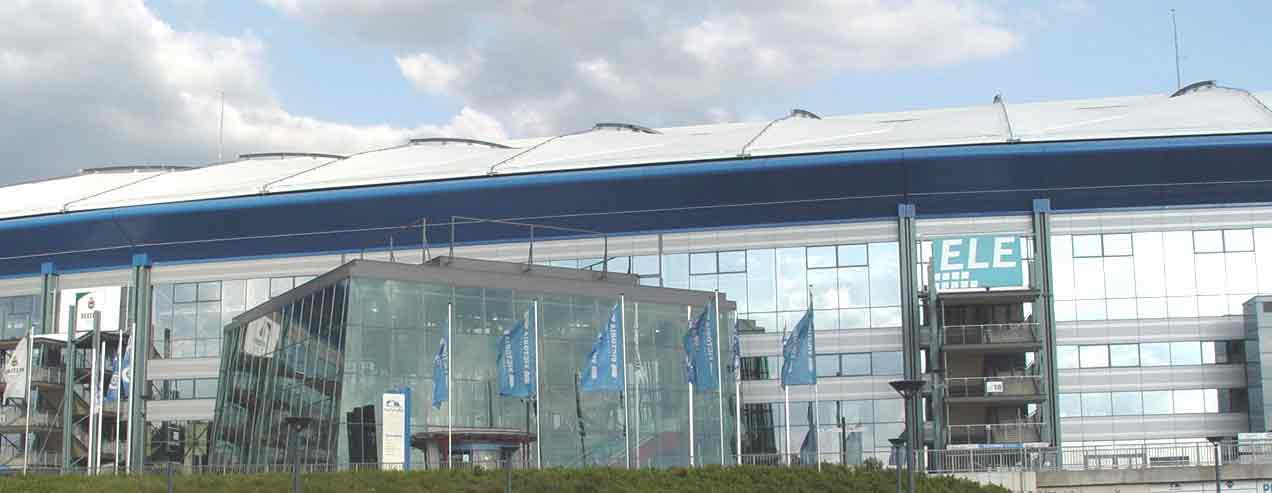
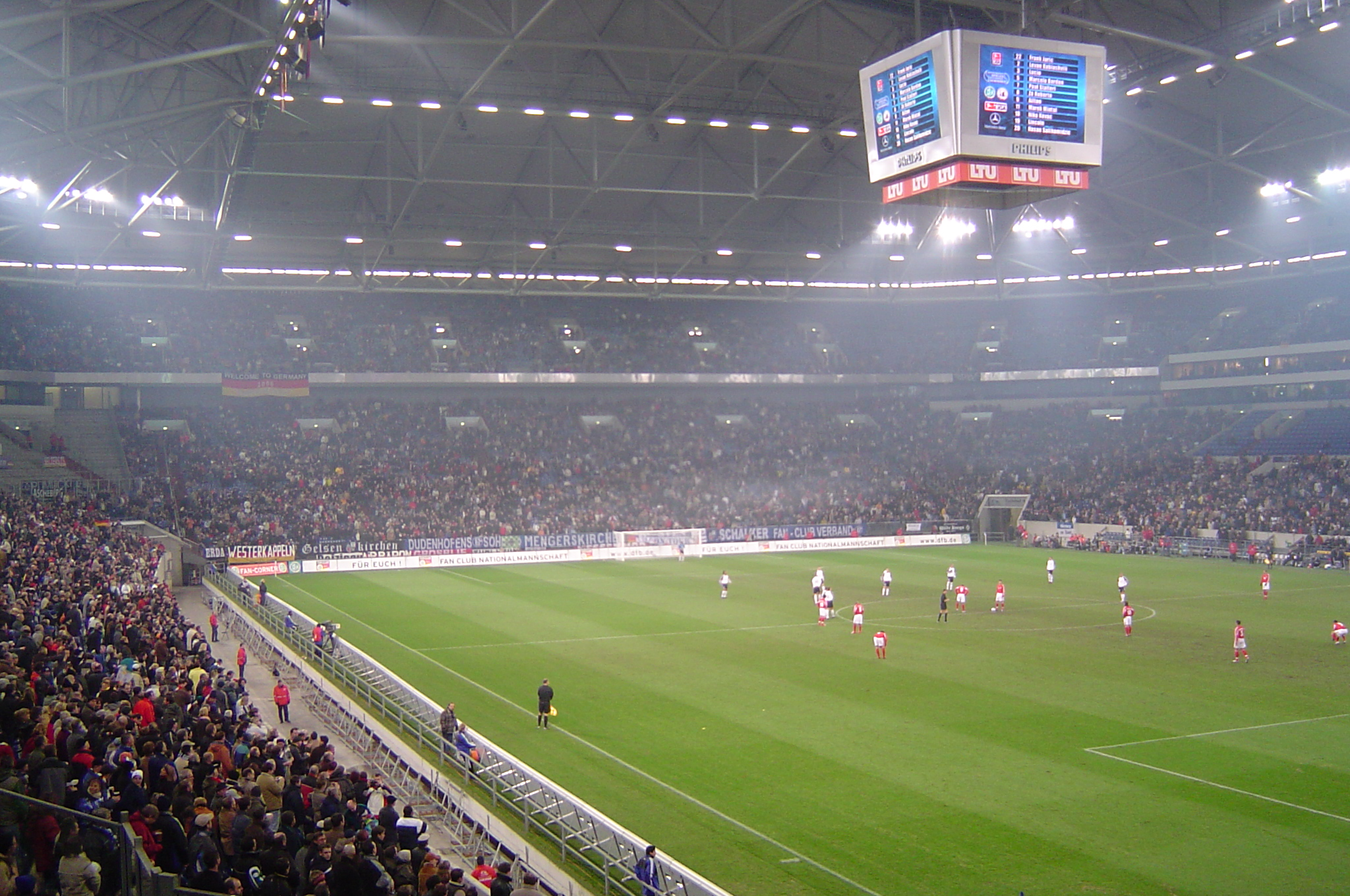
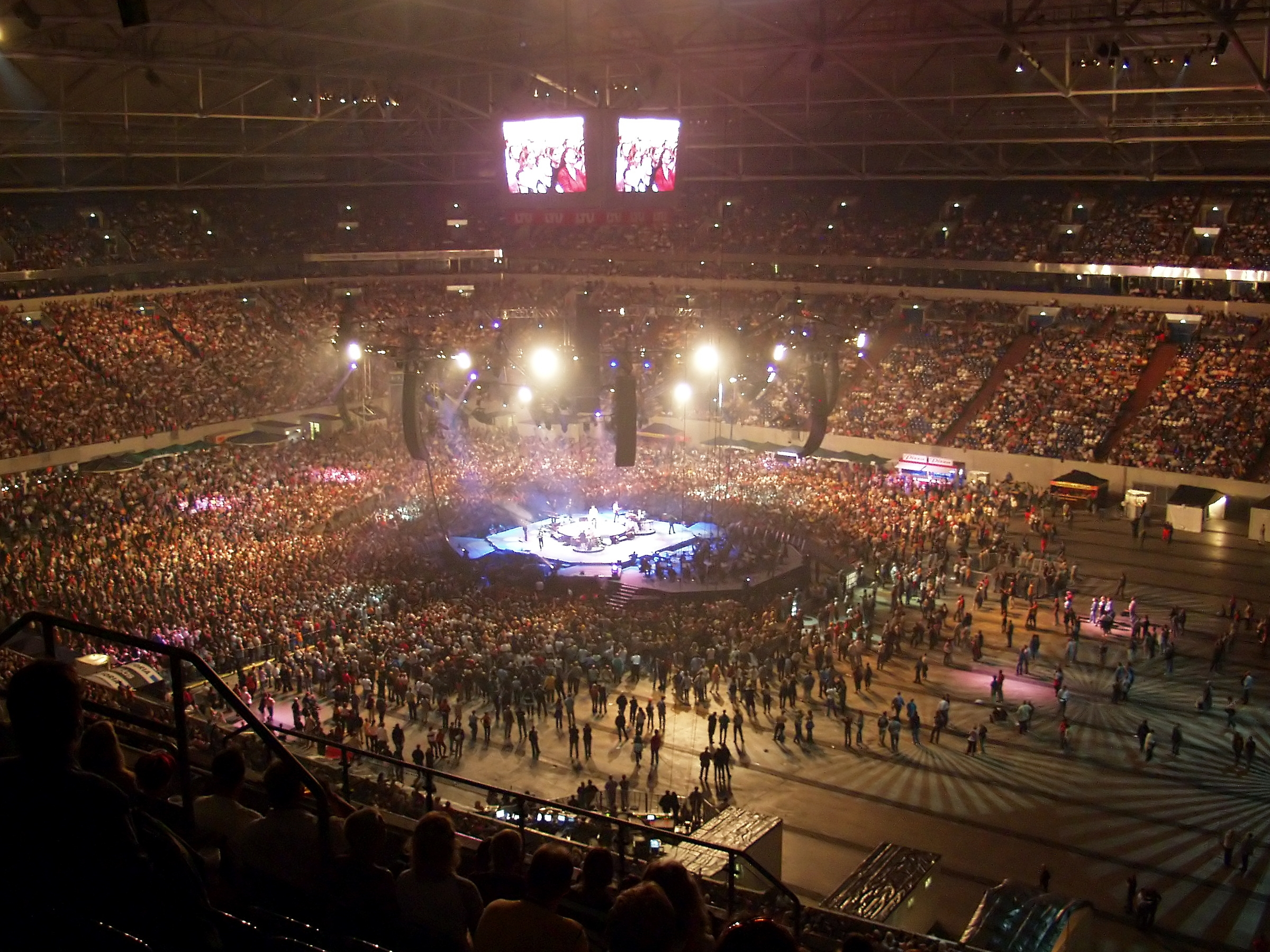

## FinaleChampions League
| Datum       | Wedstrijd            | Uitslag | Competitie                        | Toeschouwers |
| ----------- | -------------------- | ------- | --------------------------------- | ------------ |
| 26 mei 2004 | FC Porto - AS Monaco | 3 - 0   | Finale Champions League 2003/2004 | 52.000       |

## Interlands
| №  | Datum        | Wedstrijd                         | Uitslag       | Competitie               | Toeschouwers |
| -- | ------------ | --------------------------------- | ------------- | ------------------------ | ------------ |
| 1. | 9 juni 2006  | Polen – Ecuador                   | 0 – 2         | WK 2006 Groepsfase (A)   | 52.000       |
| 2. | 12 juni 2006 | Verenigde Staten – Tsjechië       | 0 – 3         | WK 2006 - Groepsfase (E) | 52.000       |
| 3. | 16 juni 2006 | Argentinië – Servië en Montenegro | 6 – 0         | WK 2006 Groepsfase (C)   | 52.000       |
| 4. | 21 juni 2006 | Portugal – Mexico                 | 2 – 1         | WK 2006 Groepsfase (D)   | 52.000       |
| 5. | 1 juli 2006  | Engeland – Portugal               | 0 – 0 (1 – 3) | WK 2006 Kwartfinale      | 52.000       |
| 6. | 15 juni 2024 | Servië – Engeland                 | 0 – 1         | EK 2024 (groep C)        | 48.953       |
| 7. | 20 juni 2024 | Spanje – Italië                   | 1 – 0         | EK 2024 (groep B)        | 49.528       |
| 8. | 26 juni 2024 | Georgië – Portugal                | 2 – 0         | EK 2024 (groep F)        | 49.616       |
| 9. | 30 juni 2024 | Engeland – Slovenië               | 2 – 1 n.v.    | EK 2024 (achtste finale) | 47.244       |